# Тони Калво
Тони Калво е испански футболист, играещ като дясно крило за кипърския Анортозис. Бивш футболист на българкия Левски София. Европейски шампион до 19 години с тима на Испания през 2006.

## Кариера
Калво израства в дублиращия тим на Барселона. През 2007 е купен от гръцкия Арис Солун. Калво става един от лидерите на гръцкия тим. През първия си сезон в гръцкия тим не играе често, но в следващите става един от водещите играчи на отбора. Записва срещи в Лига Европа през 2010/11. В началото на 2011 е взет под наем от италианския Парма. Там записва само 3 срещи, като през по-голямата част от кариерата му в Италия е контузен. На 18 юли 2011 Калво пристига в Левски със свободен трансфер.
Дебютира за Левски срещу Спартак Търнава, влизайки като резерва. На 8 август дебютира в А група срещу Славия, като прави асистенция за попадението на Иван Цветков и бива изгонен от игра в 70 минута. Първият си гол на Левски вкарва на Калиакра Каварна на 21 октомври. След неубедителните си изяви е закотвен на резервната скамейка и нарочен за гонене. От януари 2012 ще играе в АЕЛ Лимасол, но впоследствие трансферът пропада и Калво остава в Левски. В началото на втория полусезон Тони се представя значително по-добре и отбелязва голове на Славия и Черноморец (Бургас). В последния мач от сезона Калво отбелязва гол на Светкавица. Минути след края на мача става ясно, че ще бъде освободен след края на договора си.